# Afterhours versus Verdena
Afterhours versus Verdena contiene 6 brani degli Afterhours e 3 dei Verdena. La compilation era un allegato alla rivista Tutto Musica solo per il mese di marzo del 2002.

## Tracce
1. Sulle labbra – 4:22
2. Voglio una pelle splendida – 3:41
3. Male di miele – 2:43
4. Non è per sempre – 3:57
5. Dentro Marilyn – 5:43
6. Tutto fa un po' male – 4:06
7. Nel mio letto – 3:07
8. Ovunque (live) – 3:24
9. Meduse e tappeti (live) – 4:15

## Crediti
Direttore responsabile: Patrizia Ricci.
- traccia 1: Tratto da Quello che non c'è (M. Agnelli) Essequattro Music Italia srl/Bmg Ricordi spa (2002) Mescal
- traccia 2: Tratto da Hai paura del buio? (M. Agnelli - X. Iriondo Gemmi - G. Prette) Essequattro Music Italia srl (1997) Mescal
- traccia 3: Tratto da Hai paura del buio? (M. Agnelli) Essequattro Music Italia srl (1997) Mescal
- traccia 4: Tratto da Non è per sempre (M. Agnelli) Essequattro Music Italia srl/Bmg Ricordi spa (1999) Mescal
- traccia 5: Tratto da Germi (M. Agnelli) Mondopop/EMI (1995) Mescal
- traccia 6: Tratto da Non è per sempre (M. Agnelli/M. Agnelli - X. Iriondo Gemmi - G. Prette - D. Ciffo - Andrea Viti) Essequattro Music Italia srl/Bmg Ricordi spa (1999) Mescal
- traccia 7: Tratto da Solo un grande sasso (Verdena/A. Ferrari). Prodotto da Verdena e Manuel Agnelli. Registrato e mixato da Maurice Andiloro presso gli studi Officine Meccaniche, Milano. Jestrai (2001) Universal
- traccia 8: Versione originale in Verdena (Verdena/A. Ferrari). Registrato al New Age di Roncade (TV) il 9 novembre 2001. Mixato e mesterizzato da Alberto Ferrari. Jestrai (2001) Universal
- traccia 9: Versione originale in Solo un grande sasso (Verdena/A. Ferrari). Registrato al New Age di Roncade (TV) il 9 novembre 2001. Mixato e mesterizzato da Alberto Ferrari. Jestrai (2001) Universal